# ヘッド・オン!
『ヘッド・オン!』（英: Head On）は、1998年に製作されたオーストラリアの映画。
日本では2000年7月20日に第9回東京国際レズビアン&ゲイ映画祭にて上映された。

## キャスト
- アリ：アレックス・ディミトリアデス
- ジョニー：ポール・カプシス
- エレーナ・マンダリス
- ショーン：ジュリアン・ガーナー
- ディミトリ：トニー・ニコラコプロス